# Bolitoglossa walkeri
Bolitoglossa walkeri là một loài kỳ giông thuộc họ Plethodontidae.
Đây là loài đặc hữu của Colombia.
Môi trường sống tự nhiên của chúng là vùng núi ẩm nhiệt đới hoặc cận nhiệt đới.